# Dytiscus circumflexus
Dytiscus circumflexus es una especie de escarabajo del género Dytiscus, familia Dytiscidae. Fue descrita científicamente por Fabricius en 1801.

## Distribución geográfica
Habita en África, Europa y norte de Asia (excepto China).